# Collegio elettorale di Corigliano Calabro (Camera dei deputati)
Il collegio di Corigliano Calabro fu un collegio elettorale uninominale della Repubblica Italiana per l'elezione della Camera dei deputati. Apparteneva alla circoscrizione Calabria e fu utilizzato per eleggere un deputato nella XII, XIII e XIV legislatura.
Venne istituito nel 1993 con la cosiddetta Legge Mattarella (Legge n. 277, Nuove norme per l'elezione della Camera dei deputati), attuata in seguito al referendum abrogativo del 1993. La legge istituì per la Camera dei deputati e per il Senato della Repubblica un sistema di elezione misto, in parte maggioritario e in parte proporzionale. Il 75% dei parlamentari dell'assemblea veniva eletto in collegi uninominali tramite sistema maggioritario a turno unico; il restante 25% alla Camera veniva eletto tramite sistema proporzionale con liste bloccate.
Il collegio venne abolito insieme a tutti gli altri che costituivano la Camera con la promulgazione della legge elettorale successiva, la cosiddetta Legge Calderoli. Questa prevedeva un sistema proporzionale con premio di maggioranza, che alla Camera veniva attribuito a livello nazionale.

## Territorio
Il collegio di Corigliano Calabro era uno dei 17 collegi uninominali in cui era suddivisa la Calabria e, come previsto dal D.Lgs. del 20 dicembre 1993 n. 536, era interamente compreso nella provincia di Cosenza e comprendeva i seguenti comuni: Albidona, Alessandria del Carretto, Amendolara, Canna, Cassano allo Ionio, Castroregio, Cerchiara di Calabria, Corigliano Calabro, Francavilla Marittima, Montegiordano, Nocara, Oriolo, Plataci, Rocca Imperiale, Roseto Capo Spulico, San Cosmo Albanese, San Demetrio Corone, San Giorgio Albanese, San Lorenzo Bellizzi, San Lorenzo del Vallo, Santa Sofia d'Epiro, Spezzano Albanese, Terranova da Sibari, Trebisacce, Vaccarizzo Albanese e Villapiana.

## Eletti
| Elezione | Elezione | Deputato        | Partito                  |
| -------- | -------- | --------------- | ------------------------ |
|          | 1994     | Mario Brunetti  | Progressisti (PRC)       |
|          | 1996     | Francesco Fino  | Polo per le Libertà (AN) |
|          | 2001     | Giuseppe Geraci | Casa delle Libertà (AN)  |

## Dati elettorali

### XII legislatura

#### Risultati proporzionale
| Coalizioni        | Coalizioni                                | Liste                                     | Liste                                     | Voti   | %     |
| ----------------- | ----------------------------------------- | ----------------------------------------- | ----------------------------------------- | ------ | ----- |
|                   | Progressisti                              |                                           | Partito Democratico della Sinistra        | 13.197 | 21,80 |
|                   | Progressisti                              | Partito Socialista Italiano               | 5.852                                     | 9,67   |       |
|                   | Progressisti                              | Rifondazione Comunista                    | 5.408                                     | 8,93   |       |
|                   | Progressisti                              | Federazione dei Verdi                     | 978                                       | 1,62   |       |
|                   | Progressisti                              | Alleanza Democratica                      | 792                                       | 1,31   |       |
|                   | Progressisti                              | Movimento per la Democrazia - La Rete     | 766                                       | 1,27   |       |
| Totale coalizione | Totale coalizione                         | 26.993                                    | 44,60                                     |        |       |
|                   | Polo del Buon Governo                     |                                           | Alleanza Nazionale                        | 10.436 | 17,24 |
|                   | Polo del Buon Governo                     | Forza Italia                              | 7.961                                     | 13,15  |       |
| Totale coalizione | Totale coalizione                         | 18.397                                    | 30,39                                     |        |       |
|                   | Patto per l'Italia                        |                                           | Partito Popolare Italiano                 | 9.520  | 15,72 |
|                   | Patto per l'Italia                        | Patto Segni                               | 3.222                                     | 5,32   |       |
| Totale coalizione | Totale coalizione                         | 12.742                                    | 21,04                                     |        |       |
|                   | Unione Mediterranea                       | Unione Mediterranea                       | Unione Mediterranea                       | 620    | 1,02  |
|                   | Socialdemocrazia                          | Socialdemocrazia                          | Socialdemocrazia                          | 501    | 0,83  |
|                   | Liberal Democratici Europei               | Liberal Democratici Europei               | Liberal Democratici Europei               | 388    | 0,64  |
|                   | Movimento Meridionale                     | Movimento Meridionale                     | Movimento Meridionale                     | 376    | 0,62  |
|                   | Movimento Liberaldemocratico e Socialista | Movimento Liberaldemocratico e Socialista | Movimento Liberaldemocratico e Socialista | 187    | 0,31  |
|                   | Movimento Cristiano Veritas               | Movimento Cristiano Veritas               | Movimento Cristiano Veritas               | 170    | 0,28  |
|                   | Idea Città                                | Idea Città                                | Idea Città                                | 167    | 0,28  |
| Totale            | Totale                                    | Totale                                    | Totale                                    | 60.541 |       |

#### Risultati uninominale
|                               | Mario Brunetti ✔️ Eletto | Progressisti                                      | 20 689 | 33,96 |  |  |  |  |  |
|                               | Domenico Longo           | Polo del Buon Governo (FI - AN - CCD - UDC - PLD) | 18 396 | 30,19 |  |  |  |  |  |
|                               | Giuseppe Aloise          | Patto per l'Italia                                | 14 760 | 24,23 |  |  |  |  |  |
|                               | Domenico Scardino        | Movimento Federalista Calabria Libera             | 2 680  | 4,40  |  |  |  |  |  |
|                               | Rosina Console           | Movimento Meridionale                             | 2 548  | 4,18  |  |  |  |  |  |
|                               | Angelo Sposato           | Liberal Democratici Europei                       | 1 855  | 3,04  |  |  |  |  |  |
| Totale                        | Totale                   | Totale                                            | 60 928 | 100   |  |  |  |  |  |
|                               |                          |                                                   |        |       |  |  |  |  |  |
| Fonte: Ministero dell'interno |                          |                                                   |        |       |  |  |  |  |  |

### XIII legislatura

#### Risultati proporzionale
| Coalizioni        | Coalizioni                         | Liste                                     | Liste                              | Voti   | %     |
| ----------------- | ---------------------------------- | ----------------------------------------- | ---------------------------------- | ------ | ----- |
|                   | Polo per le Libertà                |                                           | Alleanza Nazionale                 | 13.725 | 23,36 |
|                   | Polo per le Libertà                | Forza Italia                              | 8.074                              | 13,74  |       |
|                   | Polo per le Libertà                | CCD-CDU                                   | 4.307                              | 7,33   |       |
| Totale coalizione | Totale coalizione                  | 26.106                                    | 44,43                              |        |       |
|                   | L'Ulivo                            |                                           | Partito Democratico della Sinistra | 12.262 | 20,87 |
|                   | L'Ulivo                            | Popolari per Prodi (PPI-SVP-PRI-UD-Prodi) | 6.419                              | 10,92  |       |
|                   | L'Ulivo                            | Rinnovamento Italiano                     | 2.548                              | 4,34   |       |
|                   | L'Ulivo                            | Federazione dei Verdi                     | 901                                | 1,53   |       |
| Totale coalizione | Totale coalizione                  | 22.130                                    | 37,66                              |        |       |
|                   | Progressisti                       |                                           | Rifondazione Comunista             | 6.183  | 10,52 |
|                   | Partito Socialista                 | Partito Socialista                        | Partito Socialista                 | 2.294  | 3,90  |
|                   | Movimento Sociale Fiamma Tricolore | Movimento Sociale Fiamma Tricolore        | Movimento Sociale Fiamma Tricolore | 1.063  | 1,81  |
|                   | Lista Pannella - Sgarbi            | Lista Pannella - Sgarbi                   | Lista Pannella - Sgarbi            | 544    | 0,93  |
|                   | Rinnovamento                       | Rinnovamento                              | Rinnovamento                       | 442    | 0,75  |
| Totale            | Totale                             | Totale                                    | Totale                             | 58.762 |       |

#### Risultati uninominale
|                               | Francesco Fino ✔️ Eletto | Polo per le Libertà | 28 289 | 50,97 |  |  |  |  |  |
|                               | Mario Brunetti           | Progressisti        | 24 156 | 43,52 |  |  |  |  |  |
|                               | Giovanni Battista Pisani | Rinnovamento        | 3 060  | 5,51  |  |  |  |  |  |
| Totale                        | Totale                   | Totale              | 55 505 | 100   |  |  |  |  |  |
|                               |                          |                     |        |       |  |  |  |  |  |
| Fonte: Ministero dell'interno |                          |                     |        |       |  |  |  |  |  |

### XIV legislatura

#### Risultati proporzionale
| Coalizioni        | Coalizioni              | Liste                                 | Liste                   | Voti   | %     |
| ----------------- | ----------------------- | ------------------------------------- | ----------------------- | ------ | ----- |
|                   | Casa delle Libertà      |                                       | Forza Italia            | 14.129 | 22,95 |
|                   | Casa delle Libertà      | Alleanza Nazionale                    | 9.468                   | 15,38  |       |
|                   | Casa delle Libertà      | CCD-CDU                               | 3.475                   | 5,65   |       |
|                   | Casa delle Libertà      | Nuovo PSI                             | 1.910                   | 3,10   |       |
| Totale coalizione | Totale coalizione       | 28.982                                | 47,08                   |        |       |
|                   | L'Ulivo                 |                                       | Democratici di Sinistra | 10.853 | 17,63 |
|                   | L'Ulivo                 | La Margherita (Dem - PPI - RI- UDEUR) | 7.306                   | 11,87  |       |
|                   | L'Ulivo                 | Il Girasole (FdV - SDI)               | 2.935                   | 4,77   |       |
|                   | L'Ulivo                 | Comunisti Italiani                    | 1.262                   | 2,05   |       |
| Totale coalizione | Totale coalizione       | 22.356                                | 36,32                   |        |       |
|                   | Rifondazione Comunista  | Rifondazione Comunista                | Rifondazione Comunista  | 4.438  | 7,21  |
|                   | Lista Di Pietro         | Lista Di Pietro                       | Lista Di Pietro         | 2.447  | 3,98  |
|                   | Democrazia Europea      | Democrazia Europea                    | Democrazia Europea      | 1.437  | 2,33  |
|                   | Fiamma Tricolore        | Fiamma Tricolore                      | Fiamma Tricolore        | 946    | 1,54  |
|                   | Lista Pannella - Bonino | Lista Pannella - Bonino               | Lista Pannella - Bonino | 815    | 1,32  |
|                   | Paese Nuovo             | Paese Nuovo                           | Paese Nuovo             | 88     | 0,14  |
|                   | Abolizione scorporo     | Abolizione scorporo                   | Abolizione scorporo     | 49     | 0,08  |
| Totale            | Totale                  | Totale                                | Totale                  | 61.558 |       |

#### Risultati uninominale
|                               | Giuseppe Geraci ✔️ Eletto | Casa delle Libertà | 29 735 | 46,42 |  |  |  |  |  |
|                               | Franco Mario Pacenza      | L'Ulivo            | 29 294 | 45,73 |  |  |  |  |  |
|                               | Giovanni Pietro Iacobini  | Lista Di Pietro    | 2 709  | 4,23  |  |  |  |  |  |
|                               | Emanuele Monte            | Democrazia Europea | 2 320  | 3,62  |  |  |  |  |  |
| Totale                        | Totale                    | Totale             | 64 058 | 100   |  |  |  |  |  |
|                               |                           |                    |        |       |  |  |  |  |  |
| Fonte: Ministero dell'interno |                           |                    |        |       |  |  |  |  |  |